# Jewgienij Wasiljewicz Iwanow
Jewgienij Wasiljewicz Iwanow, ros. Евгений Васильевич Иванов (ur. w 1891, zm. 11 maja 1972 w Caracas) – rosyjski wojskowy (generał major), emigracyjny działacz kombatancki, dowódca 3 batalionu 5 pułku Rosyjskiego Korpusu Ochronnego podczas II wojny światowej.
Brał udział w I wojnie światowej jako rotmistrz 9 Kijowskiego Pułku Huzarów. Jesienią 1918 r. wstąpił do wojsk białych. Od jesieni 1919 r. w stopniu pułkownika dowodził 9 Kijowskim Pułkiem Huzarów w składzie 9 Dywizji Kawalerii, 2 Pułkiem Kawalerii, a następnie 6 Pułkiem Kawalerii. W 1920 r. awansował do stopnia generała majora. W poł. listopada tego roku wraz z resztkami wojsk białych ewakuował się z Krymu do Gallipoli, gdzie objął dowodzenie 2 Mieszanym Pułkiem Kawalerii. W marcu 1921 r. został odznaczony Orderem Świętego Mikołaja Cudotwórcy. W tym roku zamieszkał w Królestwie SHS. Wstąpił do armii jugosłowiańskiej, zostając dowódcą brygady kawalerii. W latach 1929–1931 stał na czele Stowarzyszenia Jelizawetgradzkiej Szkoły Kawaleryjskiej w Belgradzie. Po zajęciu Jugosławii przez wojska niemieckie w kwietniu 1941 r., wstąpił do nowo formowanego Rosyjskiego Korpusu Ochronnego, obejmując dowództwo 3 batalionu 5 pułku. Po zakończeniu wojny wyjechał do Wenezueli, gdzie od 1950 r. pełnił funkcję zastępcy przewodniczącego miejscowego oddziału Związku Żołnierzy Rosyjskiego Korpusu.